# Alois Herout
Alois Herout (17. listopadu 1860 Beroun – 26. listopadu 1943 Praha) byl český pedagog a tvůrce českého těsnopisu.

## Život

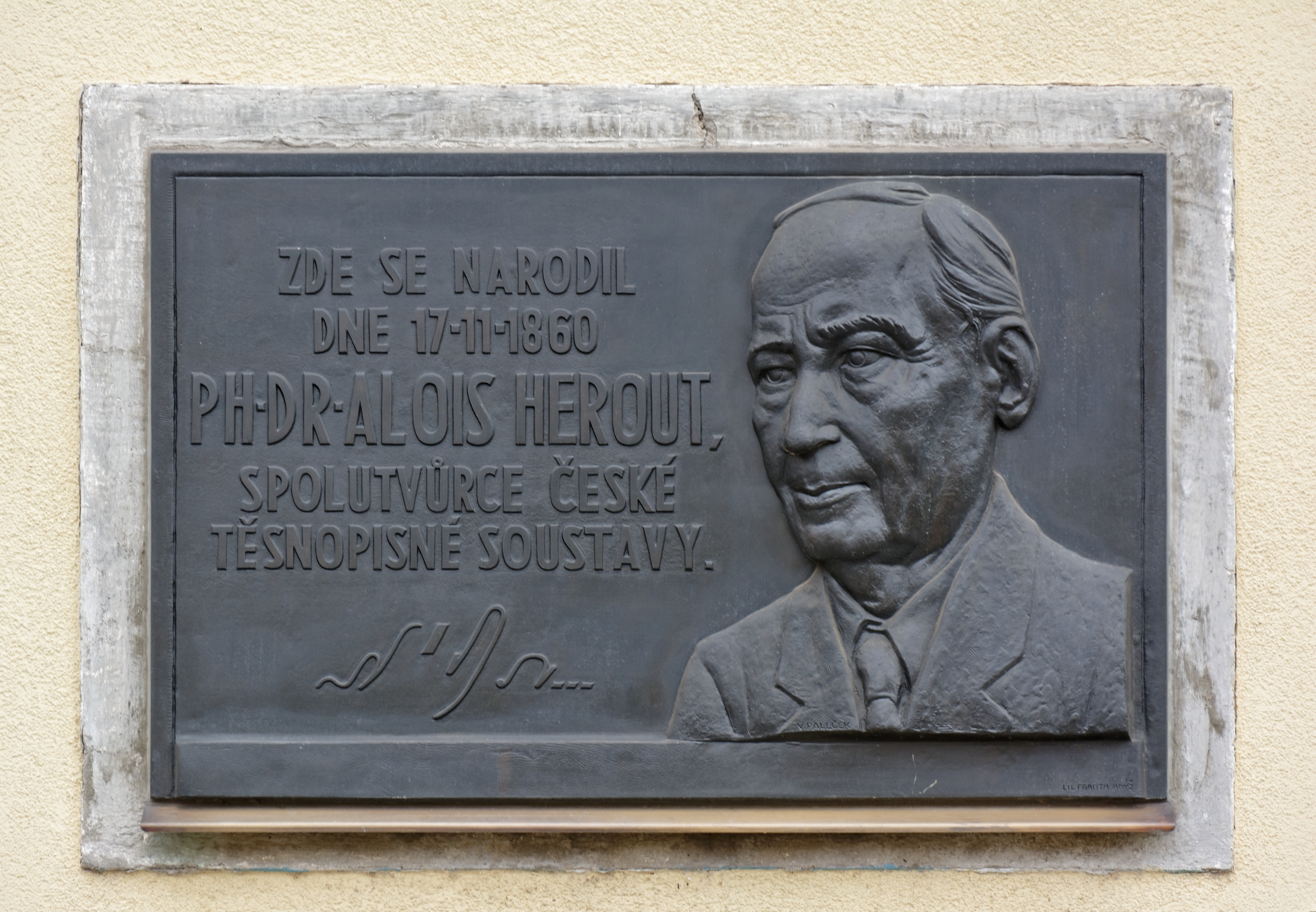
Pamětní deska na rodném domě Aloise Herouta, Beroun, Pivovarská 104/9.

Gymnaziální profesor Alois Herout se narodil v Berouně. Jeho otec Jan Herout byl sládkem v berounském pivovaru. Po maturitě na akademickém gymnáziu vystudoval filologii na Filozofické fakultě Univerzity Karlovy v Praze, kde získal doktorát z filozofie. Poté působil téměř celý život jako středoškolský profesor a ředitel. Již jako student gymnázia se začal soustavně zajímat o těsnopis, a to o tehdejší Gabelsbergrův převod. V roce 1880 složil zkoušku z komorního českého i německého těsnopisu a za dva roky i zkoušku učitelskou. Herout usiloval o zdokonalení Gabelsbergrovy těsnopisné soustavy a její přizpůsobení českému jazyku. V roce 1891 byl Herout přijat do Vědeckého sboru těsnopisného jako řádný člen a tím započala jeho oficiální vědecká činnost v tomto oboru. Po několikaletém bádání předložil sboru v roce 1919 svůj Nový těsnopis český. Následně se Herout spojil se Svojmírem Mikulíkem, který byl autorem jiné těsnopisné soustavy. Výsledkem byla soustava ještě jednodušší a přesnější – Původní rychlopis českosloveský. Heroutova - Mikulíkova těsnopisná soustava byla 23. dubna 1921 ministrem školství a osvěty schválena a následně zavedena do škol místo dosavadního převodu soustavy Gabelsbergrovy. Během několika let byla soustava přeložena do několika jazyků a jen s malými změnami se používá dodnes. Alois Herout zemřel v Praze 26. listopadu 1943.